# Pseudoeurycea gadovii
Pseudoeurycea gadovii és una espècie d'amfibi urodel (salamandres) de la família Plethodontidae. És endèmica de Mèxic.
Els seus hàbitats naturals inclouen montans humits i prades tropicals o subtropicals a gran altitud. Està amenaçada d'extinció a causa de la destrucció del seu hàbitat.